# Адидас унифорија
Унифорија је званична лопта за Европско првенство 2021. које се одржава од 11. јуна до 11. јула. Производи је њемачки добављач Адидас, а представљена је 6. новембра 2019.

## Карактеристике
Названа је Унифорија, у част јединства и еуфорије коју изазива фудбал. Адидас је објавио да се овом лоптом прославља заједништво које ће Европско првенство пробудити широм континента. Лопта укључује карактеристике које је имала лопта Телстар 18, званична лопта Свјетског првенства 2018. у Русији. Доноси велику тачност облика, стабилност у лету, предвидљивост након одскока, као и издржљивост.
Дизајн се састоји од бијеле основе са црном графиком ефекта потеза кистом украшене додирима плаве, жуте и ружичасте боје. Овај дизајн тако подсјећа на појам пресијецања мостова, комбиновања граница и разноликости кроз јединствени судар умјетности и фудбала. GPS координате 12 градова домаћина првенства (Амстердам, Баку, Билбао, Букурешт, Будимпешта, Копенхаген, Даблин, Глазгов, Лондон, Минхен, Рим и Санкт Петербург) појављују се на лопти у сложеним обрасцима.